# Tour d'Autriche 2015
La 67e édition du Tour d'Autriche a eu lieu du 4 au 12 juillet 2015. La course fait partie du calendrier UCI Europe Tour 2015 en catégorie 2.HC.
L'épreuve a été remportée par l'Espagnol Víctor de la Parte (Vorarlberg), vainqueur des cinquième et septième étapes, une minute et 21 secondes devant le Belge Ben Hermans (BMC Racing) et une minute et 32 secondes devant le Tchèque Jan Hirt (CCC Sprandi Polkowice).
Le Slovène Jan Tratnik (Amplatz-BMC) gagne le classement par points tandis que l'Autrichien Felix Großschartner (Felbermayr Simplon Wels) s'impose à celui de la montagne. Stefan Denifl (IAM) termine initialement meilleur coureur autrichien, mais est déclassé pour dopage six ans plus tard. La formation américaine BMC Racing finit meilleure équipe.

## Présentation

### Équipes
Classé en catégorie 2.HC de l'UCI Europe Tour, le Tour d'Autriche est par conséquent ouvert aux WorldTeams dans la limite de 70 % des équipes participantes, aux équipes continentales professionnelles, aux équipes continentales autrichiennes et à une équipe nationale autrichienne.
Vingt équipes participent à ce Tour d'Autriche - six WorldTeams, sept équipes continentales professionnelles et sept équipes continentales :
| UCI WorldTeams    | UCI WorldTeams | UCI WorldTeams |
| Nom de l'équipe   | Pays           | Code           |
| ----------------- | -------------- | -------------- |
| AG2R La Mondiale  | France         | ALM            |
| BMC Racing        | États-Unis     | BMC            |
| Cannondale-Garmin | États-Unis     | TCG            |
| IAM               | Suisse         | IAM            |
| Katusha           | Russie         | KAT            |
| Tinkoff-Saxo      | Russie         | TCS            |

| Équipes continentales professionnelles | Équipes continentales professionnelles | Équipes continentales professionnelles |
| Nom de l'équipe                        | Pays                                   | Code                                   |
| -------------------------------------- | -------------------------------------- | -------------------------------------- |
| Bardiani CSF                           | Italie                                 | BAR                                    |
| CCC Sprandi Polkowice                  | Pologne                                | CCC                                    |
| Cofidis                                | France                                 | COF                                    |
| Cult Energy                            | Danemark                               | CLT                                    |
| MTN-Qhubeka                            | Afrique du Sud                         | MTN                                    |
| Roompot Oranje Peloton                 | Pays-Bas                               | ROP                                    |
| Wanty-Groupe Gobert                    | Belgique                               | WGG                                    |

| Équipes continentales     | Équipes continentales | Équipes continentales |
| Nom de l'équipe           | Pays                  | Code                  |
| ------------------------- | --------------------- | --------------------- |
| Amplatz-BMC               | Autriche              | AMP                   |
| Felbermayr Simplon Wels   | Autriche              | RWS                   |
| Hrinkow Advarics Cycleang | Autriche              | HAC                   |
| Marseille 13 KTM          | France                | M13                   |
| Tirol                     | Autriche              | TIR                   |
| Vorarlberg                | Autriche              | VBG                   |
| WSA-Greenlife             | Autriche              | WSA                   |

### Règlement de la course

#### Primes
Les vingt prix sont attribués suivant le barème de l'UCI,. Le total général des prix distribués est de 30 278 €.
| Position           | 1er     | 2e      | 3e      | 4e    | 5e    | 6e    | 7e    | 8e    | 9e    | 10e à 20e |
| Classement général | 6 040 € | 3 040 € | 1 510 € | 757 € | 606 € | 455 € | 455 € | 302 € | 302 € | 152 €     |
| Par étape          | 3 615 € | 1 805 € | 905 €   | 455 € | 365 € | 269 € | 269 € | 180 € | 180 € | 92 €      |
| Par demi-étape     | 2 425 € | 1 235 € | 605 €   | 302 € | 241 € | 186 € | 186 € | 122 € | 122 € | 60 €      |

## Étapes
| Étape     | Date       | Villes étapes                                 |                              | Distance (km) | Vainqueur d’étape  | Leader du classement général |
| --------- | ---------- | --------------------------------------------- | ---------------------------- | ------------- | ------------------ | ---------------------------- |
| 1re étape | 4 juillet  | Vienne - Vienne                               | Contre-la-montre par équipes | 5,4           | Katusha            | Rüdiger Selig                |
| 2e étape  | 5 juillet  | Mörbisch am See - Scheibbs                    | Étape de plaine              | 206,6         | Sondre Holst Enger | Gerald Ciolek                |
| 3e étape  | 6 juillet  | Litschau - Grieskirchen                       | Étape vallonnée              | 196,1         | David Tanner       | Gerald Ciolek                |
| 4e étape  | 7 juillet  | Windischgarsten - Judendorf-Straßengel        | Étape vallonnée              | 176,8         | Rick Zabel         | Ángel Vicioso                |
| 5e étape  | 8 juillet  | Gratwein - Dobratsch                          | Étape de moyenne montagne    | 208,2         | Víctor de la Parte | Jan Hirt                     |
| 6e étape  | 9 juillet  | Drobollach am Faaker See - Matrei in Osttirol | Étape de plaine              | 175           | Johann van Zyl     | Jan Hirt                     |
| 7e étape  | 10 juillet | Lienz - Kitzbüheler Horn                      | Étape de montagne            | 164,7         | Víctor de la Parte | Víctor de la Parte           |
| 8e étape  | 11 juillet | Kitzbühel - Innsbruck                         | Étape de plaine              | 124,7         | Lukas Pöstlberger  | Víctor de la Parte           |
| 9e étape  | 12 juillet | Innsbruck - Bregenz                           | Étape de montagne            | 192           | Moreno Moser       | Víctor de la Parte           |

## Déroulement de la course

### 1reétape[7]
| Classement de l'étape | Classement de l'étape   | Classement de l'étape | Classement de l'étape |
|                       | Équipe                  | Pays                  | Temps                 |
| --------------------- | ----------------------- | --------------------- | --------------------- |
| 1re                   | Katusha                 | Russie                | en 5 min 45 s         |
| 2e                    | MTN-Qhubeka             | Afrique du Sud        | + 1 s                 |
| 3e                    | BMC Racing              | États-Unis            | + 5 s                 |
| 4e                    | Cofidis                 | France                | + 8 s                 |
| 5e                    | IAM                     | Suisse                | + 8 s                 |
| 6e                    | Cannondale-Garmin       | États-Unis            | + 8 s                 |
| 7e                    | Felbermayr Simplon Wels | Autriche              | + 10 s                |
| 8e                    | AG2R La Mondiale        | France                | + 11 s                |
| 9e                    | Amplatz-BMC             | Autriche              | + 13 s                |
| 10e                   | Roompot Oranje Peloton  | Pays-Bas              | + 14 s                |
| modifier              |                         |                       |                       |

| Classement général | Classement général | Classement général | Classement général | Classement général |
|                    | Coureur            | Pays               | Équipe             | Temps              |
| ------------------ | ------------------ | ------------------ | ------------------ | ------------------ |
| 1er                | Rüdiger Selig      | Allemagne          | Katusha            | en 5 min 45 s      |
| 2e                 | Vladimir Isaychev  | Russie             | Katusha            | + 0 s              |
| 3e                 | Gatis Smukulis     | Lettonie           | Katusha            | + 0 s              |
| 4e                 | Daniel Moreno      | Espagne            | Katusha            | + 0 s              |
| 5e                 | Sven Erik Bystrøm  | Norvège            | Katusha            | + 0 s              |
| 6e                 | Egor Silin         | Russie             | Katusha            | + 0 s              |
| 7e                 | Ángel Vicioso      | Espagne            | Katusha            | + 0 s              |
| 8e                 | Eduard Vorganov    | Russie             | Katusha            | + 0 s              |
| 9e                 | Youcef Reguigui    | Algérie            | MTN-Qhubeka        | + 1 s              |
| 10e                | Natnael Berhane    | Érythrée           | MTN-Qhubeka        | + 1 s              |
| modifier           |                    |                    |                    |                    |

### 2eétape
| Classement de l'étape | Classement de l'étape | Classement de l'étape | Classement de l'étape  | Classement de l'étape |
|                       | Coureur               | Pays                  | Équipe                 | Temps                 |
| --------------------- | --------------------- | --------------------- | ---------------------- | --------------------- |
| 1er                   | Sondre Holst Enger    | Norvège               | IAM                    | en 5 h 2 min 7 s      |
| 2e                    | Paolo Simion          | Italie                | Bardiani CSF           | m.t                   |
| 3e                    | Gerald Ciolek         | Allemagne             | MTN-Qhubeka            | m.t                   |
| 4e                    | Grischa Janorschke    | Allemagne             | Vorarlberg             | m.t                   |
| 5e                    | Jan Tratnik           | Slovénie              | Amplatz-BMC            | m.t                   |
| 6e                    | Sjoerd van Ginneken   | Pays-Bas              | Roompot Oranje Peloton | m.t                   |
| 7e                    | Marco Marcato         | Italie                | Wanty-Groupe Gobert    | m.t                   |
| 8e                    | Rüdiger Selig         | Allemagne             | Katusha                | m.t                   |
| 9e                    | Clément Koretzky      | France                | Vorarlberg             | m.t                   |
| 10e                   | Troels Vinther        | Danemark              | Cult Energy            | m.t                   |
| modifier              |                       |                       |                        |                       |

| Classement général | Classement général | Classement général | Classement général | Classement général |
|                    | Coureur            | Pays               | Équipe             | Temps              |
| ------------------ | ------------------ | ------------------ | ------------------ | ------------------ |
| 1er                | Gerald Ciolek      | Allemagne          | MTN-Qhubeka        | en 5 h 7 min 49 s  |
| 2e                 | Rüdiger Selig      | Allemagne          | Katusha            | + 0 s              |
| 3e                 | Sondre Holst Enger | Norvège            | IAM                | + 1 s              |
| 4e                 | Sven Erik Bystrøm  | Norvège            | Katusha            | + 1 s              |
| 5e                 | Ángel Vicioso      | Espagne            | Katusha            | + 2 s              |
| 6e                 | Eduard Vorganov    | Russie             | Katusha            | + 3 s              |
| 7e                 | Egor Silin         | Russie             | Katusha            | + 3 s              |
| 8e                 | Daniel Moreno      | Espagne            | Katusha            | + 3 s              |
| 9e                 | Natnael Berhane    | Érythrée           | MTN-Qhubeka        | + 4 s              |
| 10e                | Youcef Reguigui    | Algérie            | MTN-Qhubeka        | + 4 s              |
| modifier           |                    |                    |                    |                    |

### 3eétape
| Classement de l'étape | Classement de l'étape | Classement de l'étape | Classement de l'étape | Classement de l'étape |
|                       | Coureur               | Pays                  | Équipe                | Temps                 |
| --------------------- | --------------------- | --------------------- | --------------------- | --------------------- |
| 1er                   | David Tanner          | Australie             | IAM                   | en 4 h 53 min 45 s    |
| 2e                    | Clément Venturini     | France                | Cofidis               | m.t                   |
| 3e                    | Péter Kusztor         | Hongrie               | Amplatz-BMC           | m.t                   |
| 4e                    | Troels Vinther        | Danemark              | Cult Energy           | m.t                   |
| 5e                    | Jan Tratnik           | Slovénie              | Amplatz-BMC           | m.t                   |
| 6e                    | Robert Kišerlovski    | Croatie               | Tinkoff-Saxo          | m.t                   |
| 7e                    | Brent Bookwalter      | États-Unis            | BMC Racing            | m.t                   |
| 8e                    | Rudy Molard           | France                | Cofidis               | m.t                   |
| 9e                    | Gerald Ciolek         | Allemagne             | MTN-Qhubeka           | m.t                   |
| 10e                   | Ben Hermans           | Belgique              | BMC Racing            | m.t                   |
| modifier              |                       |                       |                       |                       |

| Classement général | Classement général | Classement général | Classement général | Classement général |
|                    | Coureur            | Pays               | Équipe             | Temps              |
| ------------------ | ------------------ | ------------------ | ------------------ | ------------------ |
| 1er                | Gerald Ciolek      | Allemagne          | MTN-Qhubeka        | en 10 h 1 min 31 s |
| 2e                 | David Tanner       | Australie          | IAM                | + 4 s              |
| 3e                 | Sven Erik Bystrøm  | Norvège            | Katusha            | + 4 s              |
| 4e                 | Ángel Vicioso      | Espagne            | Katusha            | + 5 s              |
| 5e                 | Eduard Vorganov    | Russie             | Katusha            | + 6 s              |
| 6e                 | Egor Silin         | Russie             | Katusha            | + 6 s              |
| 7e                 | Daniel Moreno      | Espagne            | Katusha            | + 6 s              |
| 8e                 | Natnael Berhane    | Érythrée           | MTN-Qhubeka        | + 7 s              |
| 9e                 | Clément Venturini  | France             | Cofidis            | + 8 s              |
| 10e                | Ben Hermans        | Belgique           | BMC Racing         | + 11 s             |
| modifier           |                    |                    |                    |                    |

### 4eétape
| Classement de l'étape | Classement de l'étape | Classement de l'étape | Classement de l'étape | Classement de l'étape |
|                       | Coureur               | Pays                  | Équipe                | Temps                 |
| --------------------- | --------------------- | --------------------- | --------------------- | --------------------- |
| 1er                   | Rick Zabel            | Allemagne             | BMC Racing            | en 4 h 23 min 6 s     |
| 2e                    | Ángel Vicioso         | Espagne               | Katusha               | m.t                   |
| 3e                    | Jan Tratnik           | Slovénie              | Amplatz-BMC           | m.t                   |
| 4e                    | Kristian Sbaragli     | Italie                | MTN-Qhubeka           | m.t                   |
| 5e                    | Romain Hardy          | France                | Cofidis               | m.t                   |
| 6e                    | Marco Marcato         | Italie                | Wanty-Groupe Gobert   | m.t                   |
| 7e                    | Brent Bookwalter      | États-Unis            | BMC Racing            | m.t                   |
| 8e                    | Andi Bajc             | Slovénie              | Amplatz-BMC           | m.t                   |
| 9e                    | Troels Vinther        | Danemark              | Cult Energy           | m.t                   |
| 10e                   | Clément Koretzky      | France                | Vorarlberg            | m.t                   |
| modifier              |                       |                       |                       |                       |

| Classement général | Classement général | Classement général | Classement général | Classement général  |
|                    | Coureur            | Pays               | Équipe             | Temps               |
| ------------------ | ------------------ | ------------------ | ------------------ | ------------------- |
| 1er                | Ángel Vicioso      | Espagne            | Katusha            | en 14 h 24 min 36 s |
| 2e                 | Gerald Ciolek      | Allemagne          | MTN-Qhubeka        | + 1 s               |
| 3e                 | Rick Zabel         | Allemagne          | BMC Racing         | + 2 s               |
| 4e                 | David Tanner       | Australie          | IAM                | + 5 s               |
| 5e                 | Sven Erik Bystrøm  | Norvège            | Katusha            | + 5 s               |
| 6e                 | Eduard Vorganov    | Russie             | Katusha            | + 7 s               |
| 7e                 | Egor Silin         | Russie             | Katusha            | + 7 s               |
| 8e                 | Natnael Berhane    | Érythrée           | MTN-Qhubeka        | + 8 s               |
| 9e                 | Ben Hermans        | Belgique           | BMC Racing         | + 12 s              |
| 10e                | Brent Bookwalter   | États-Unis         | BMC Racing         | + 12 s              |
| modifier           |                    |                    |                    |                     |

### 5eétape
| Classement de l'étape | Classement de l'étape | Classement de l'étape | Classement de l'étape   | Classement de l'étape |
|                       | Coureur               | Pays                  | Équipe                  | Temps                 |
| --------------------- | --------------------- | --------------------- | ----------------------- | --------------------- |
| 1er                   | Víctor de la Parte    | Espagne               | Vorarlberg              | en 5 h 43 min 50 s    |
| 2e                    | Jan Hirt              | Tchéquie              | CCC Sprandi Polkowice   | + 0 s                 |
| 3e                    | Ben Hermans           | Belgique              | BMC Racing              | + 9 s                 |
| 4e                    | Paweł Poljański       | Pologne               | Tinkoff-Saxo            | + 14 s                |
| 5e                    | Pierre Latour         | France                | AG2R La Mondiale        | + 14 s                |
| 6e                    | Natnael Berhane       | Érythrée              | MTN-Qhubeka             | + 22 s                |
| 7e                    | Stéphane Rossetto     | France                | Cofidis                 | + 32 s                |
| 8e                    | Egor Silin            | Russie                | Katusha                 | + 46 s                |
| 9e                    | Gregor Mühlberger     | Autriche              | Felbermayr Simplon Wels | + 46 s                |
| 10e                   | Brent Bookwalter      | États-Unis            | BMC Racing              | + 50 s                |
| modifier              |                       |                       |                         |                       |

| Classement général | Classement général | Classement général | Classement général      | Classement général |
|                    | Coureur            | Pays               | Équipe                  | Temps              |
| ------------------ | ------------------ | ------------------ | ----------------------- | ------------------ |
| 1er                | Jan Hirt           | Tchéquie           | CCC Sprandi Polkowice   | en 20 h 8 min 41 s |
| 2e                 | Ben Hermans        | Belgique           | BMC Racing              | + 2 s              |
| 3e                 | Víctor de la Parte | Espagne            | Vorarlberg              | + 3 s              |
| 4e                 | Natnael Berhane    | Érythrée           | MTN-Qhubeka             | + 15 s             |
| 5e                 | Pierre Latour      | France             | AG2R La Mondiale        | + 17 s             |
| 6e                 | Paweł Poljański    | Pologne            | Tinkoff-Saxo            | + 23 s             |
| 7e                 | Stéphane Rossetto  | France             | Cofidis                 | + 32 s             |
| 8e                 | Egor Silin         | Russie             | Katusha                 | + 38 s             |
| 9e                 | Brent Bookwalter   | États-Unis         | BMC Racing              | + 47 s             |
| 10e                | Gregor Mühlberger  | Autriche           | Felbermayr Simplon Wels | + 48 s             |
| modifier           |                    |                    |                         |                    |

### 6eétape
| Classement de l'étape | Classement de l'étape | Classement de l'étape | Classement de l'étape     | Classement de l'étape |
|                       | Coureur               | Pays                  | Équipe                    | Temps                 |
| --------------------- | --------------------- | --------------------- | ------------------------- | --------------------- |
| 1er                   | Johann van Zyl        | Afrique du Sud        | MTN-Qhubeka               | en 3 h 42 min 33 s    |
| 2e                    | David Tanner          | Australie             | IAM                       | + 6 s                 |
| 3e                    | Rick Zabel            | Allemagne             | BMC Racing                | + 6 s                 |
| 4e                    | Ángel Vicioso         | Espagne               | Katusha                   | + 6 s                 |
| 5e                    | Marco Marcato         | Italie                | Wanty-Groupe Gobert       | + 6 s                 |
| 6e                    | Clément Venturini     | France                | Cofidis                   | + 6 s                 |
| 7e                    | Clemens Fankhauser    | Autriche              | Hrinkow Advarics Cycleang | + 6 s                 |
| 8e                    | Maciej Paterski       | Pologne               | CCC Sprandi Polkowice     | + 6 s                 |
| 9e                    | Brent Bookwalter      | États-Unis            | BMC Racing                | + 6 s                 |
| 10e                   | Andrea Piechele       | Italie                | Bardiani CSF              | + 6 s                 |
| modifier              |                       |                       |                           |                       |

| Classement général | Classement général | Classement général | Classement général      | Classement général  |
|                    | Coureur            | Pays               | Équipe                  | Temps               |
| ------------------ | ------------------ | ------------------ | ----------------------- | ------------------- |
| 1er                | Jan Hirt           | Tchéquie           | CCC Sprandi Polkowice   | en 23 h 51 min 20 s |
| 2e                 | Ben Hermans        | Belgique           | BMC Racing              | + 2 s               |
| 3e                 | Víctor de la Parte | Espagne            | Vorarlberg              | + 3 s               |
| 4e                 | Natnael Berhane    | Érythrée           | MTN-Qhubeka             | + 15 s              |
| 5e                 | Pierre Latour      | France             | AG2R La Mondiale        | + 17 s              |
| 6e                 | Paweł Poljański    | Pologne            | Tinkoff-Saxo            | + 23 s              |
| 7e                 | Egor Silin         | Russie             | Katusha                 | + 38 s              |
| 8e                 | Brent Bookwalter   | États-Unis         | BMC Racing              | + 47 s              |
| 9e                 | Gregor Mühlberger  | Autriche           | Felbermayr Simplon Wels | + 48 s              |
| 10e                | Thomas Degand      | Belgique           | IAM                     | + 52 s              |
| modifier           |                    |                    |                         |                     |

### 7eétape
| Classement de l'étape | Classement de l'étape | Classement de l'étape | Classement de l'étape | Classement de l'étape |
|                       | Coureur               | Pays                  | Équipe                | Temps                 |
| --------------------- | --------------------- | --------------------- | --------------------- | --------------------- |
| 1er                   | Víctor de la Parte    | Espagne               | Vorarlberg            | en 4 h 54 min 46 s    |
| 2e                    | Ben Hermans           | Belgique              | BMC Racing            | 1 min 18 s            |
| 3e                    | Jan Hirt              | Tchéquie              | CCC Sprandi Polkowice | 1 min 29 s            |
| 4e                    | Hubert Dupont         | France                | AG2R La Mondiale      | 1 min 51 s            |
| 5e                    | Natnael Berhane       | Érythrée              | MTN-Qhubeka           | 1 min 54 s            |
| 6e                    | Dylan Teuns           | Belgique              | BMC Racing            | 2 min 15 s            |
| 7e                    | Thomas Degand         | Belgique              | IAM                   | 2 min 17 s            |
| 8e                    | Brent Bookwalter      | États-Unis            | BMC Racing            | 2 min 17 s            |
| 9e                    | Egor Silin            | Russie                | Katusha               | 2 min 17 s            |
| 10e                   | Stefan Denifl         | Autriche              | IAM                   | 2 min 24 s            |
| modifier              |                       |                       |                       |                       |

| Classement général | Classement général | Classement général | Classement général    | Classement général  |
|                    | Coureur            | Pays               | Équipe                | Temps               |
| ------------------ | ------------------ | ------------------ | --------------------- | ------------------- |
| 1er                | Víctor de la Parte | Espagne            | Vorarlberg            | en 28 h 45 min 59 s |
| 2e                 | Ben Hermans        | Belgique           | BMC Racing            | + 1 min 21 s        |
| 3e                 | Jan Hirt           | Tchéquie           | CCC Sprandi Polkowice | + 1 min 32 s        |
| 4e                 | Natnael Berhane    | Érythrée           | MTN-Qhubeka           | + 2 min 16 s        |
| 5e                 | Egor Silin         | Russie             | Katusha               | + 3 min 2 s         |
| 6e                 | Brent Bookwalter   | États-Unis         | BMC Racing            | + 3 min 11 s        |
| 7e                 | Thomas Degand      | Belgique           | IAM                   | + 3 min 16 s        |
| 8e                 | Pierre Latour      | France             | AG2R La Mondiale      | + 3 min 18 s        |
| 9e                 | Paweł Poljański    | Pologne            | Tinkoff-Saxo          | + 3 min 20 s        |
| 10e                | Stefan Denifl      | Autriche           | IAM                   | + 3 min 34 s        |
| modifier           |                    |                    |                       |                     |

### 8eétape
| Classement de l'étape | Classement de l'étape | Classement de l'étape | Classement de l'étape     | Classement de l'étape |
|                       | Coureur               | Pays                  | Équipe                    | Temps                 |
| --------------------- | --------------------- | --------------------- | ------------------------- | --------------------- |
| 1er                   | Lukas Pöstlberger     | Autriche              | Tirol                     | en 2 h 34 min 9 s     |
| 2e                    | Eduard Vorganov       | Russie                | Katusha                   | + 13 s                |
| 3e                    | Moreno Moser          | Italie                | Cannondale-Garmin         | + 13 s                |
| 4e                    | Brent Bookwalter      | États-Unis            | BMC Racing                | + 13 s                |
| 5e                    | Gert Jõeäär           | Estonie               | Cofidis                   | + 13 s                |
| 6e                    | Sebastian Baldauf     | Allemagne             | Hrinkow Advarics Cycleang | + 13 s                |
| 7e                    | Troels Vinther        | Danemark              | Cult Energy               | + 13 s                |
| 8e                    | Jan Tratnik           | Slovénie              | Amplatz-BMC               | + 13 s                |
| 9e                    | Marco Marcato         | Italie                | Wanty-Groupe Gobert       | + 13 s                |
| 10e                   | Michael Gogl          | Autriche              | Tirol                     | + 13 s                |
| modifier              |                       |                       |                           |                       |

| Classement général | Classement général | Classement général | Classement général    | Classement général  |
|                    | Coureur            | Pays               | Équipe                | Temps               |
| ------------------ | ------------------ | ------------------ | --------------------- | ------------------- |
| 1er                | Víctor de la Parte | Espagne            | Vorarlberg            | en 31 h 21 min 18 s |
| 2e                 | Ben Hermans        | Belgique           | BMC Racing            | + 1 min 21 s        |
| 3e                 | Jan Hirt           | Tchéquie           | CCC Sprandi Polkowice | + 1 min 32 s        |
| 4e                 | Brent Bookwalter   | États-Unis         | BMC Racing            | + 2 min 13 s        |
| 5e                 | Natnael Berhane    | Érythrée           | MTN-Qhubeka           | + 2 min 16 s        |
| 6e                 | Egor Silin         | Russie             | Katusha               | + 3 min 2 s         |
| 7e                 | Thomas Degand      | Belgique           | IAM                   | + 3 min 16 s        |
| 8e                 | Pierre Latour      | France             | AG2R La Mondiale      | + 3 min 18 s        |
| 9e                 | Paweł Poljański    | Pologne            | Tinkoff-Saxo          | + 3 min 20 s        |
| 10e                | Stefan Denifl      | Autriche           | IAM                   | + 3 min 34 s        |
| modifier           |                    |                    |                       |                     |

### 9eétape
| Classement de l'étape | Classement de l'étape | Classement de l'étape | Classement de l'étape | Classement de l'étape |
|                       | Coureur               | Pays                  | Équipe                | Temps                 |
| --------------------- | --------------------- | --------------------- | --------------------- | --------------------- |
| 1er                   | Moreno Moser          | Italie                | Cannondale-Garmin     | en 4 h 44 min 36 s    |
| 2e                    | David Tanner          | Australie             | IAM                   | m.t                   |
| 3e                    | Clément Venturini     | France                | Cofidis               | m.t                   |
| 4e                    | Evaldas Šiškevičius   | Lituanie              | Marseille 13 KTM      | m.t                   |
| 5e                    | Romain Hardy          | France                | Cofidis               | m.t                   |
| 6e                    | Jan Tratnik           | Slovénie              | Amplatz-BMC           | m.t                   |
| 7e                    | Davide Villella       | Italie                | Cannondale-Garmin     | m.t                   |
| 8e                    | Brent Bookwalter      | États-Unis            | BMC Racing            | m.t                   |
| 9e                    | Ángel Vicioso         | Espagne               | Katusha               | m.t                   |
| 10e                   | Florian Bissinger     | Allemagne             | WSA-Greenlife         | m.t                   |
| modifier              |                       |                       |                       |                       |

## Classements finals

### Classement général final
| Classement général final | Classement général final | Classement général final | Classement général final | Classement général final |
|                          | Coureur                  | Pays                     | Équipe                   | Temps                    |
| ------------------------ | ------------------------ | ------------------------ | ------------------------ | ------------------------ |
| 1er                      | Víctor de la Parte       | Espagne                  | Vorarlberg               | en 36 h 5 min 54 s       |
| 2e                       | Ben Hermans              | Belgique                 | BMC Racing               | + 1 min 21 s             |
| 3e                       | Jan Hirt                 | Tchéquie                 | CCC Sprandi Polkowice    | + 1 min 32 s             |
| 4e                       | Brent Bookwalter         | États-Unis               | BMC Racing               | + 2 min 13 s             |
| 5e                       | Natnael Berhane          | Érythrée                 | MTN-Qhubeka              | + 2 min 16 s             |
| 6e                       | Egor Silin               | Russie                   | Katusha                  | + 3 min 0 s              |
| 7e                       | Pierre Latour            | France                   | AG2R La Mondiale         | + 3 min 12 s             |
| 8e                       | Thomas Degand            | Belgique                 | IAM                      | + 3 min 16 s             |
| 9e                       | Paweł Poljański          | Pologne                  | Tinkoff-Saxo             | + 3 min 20 s             |
| 10e                      | Stefan Denifl            | Autriche                 | IAM                      | + 3 min 34 s             |
| modifier                 |                          |                          |                          |                          |

### Classements annexes
| Classement par points | Classement par points | Classement par points | Classement par points | Classement par points |
| --------------------- | --------------------- | --------------------- | --------------------- | --------------------- |
|                       | Coureur               | Pays                  | Équipe                | Point(s)              |
| 1er                   | Jan Tratnik           | Slovénie              | Amplatz-BMC           | 62 points             |
| 2e                    | David Tanner          | Australie             | IAM                   | 39 pts                |
| 3e                    | Brent Bookwalter      | États-Unis            | BMC Racing            | 32 pts                |
| modifier              |                       |                       |                       |                       |

| Classement de la montagne | Classement de la montagne | Classement de la montagne | Classement de la montagne | Classement de la montagne |
| ------------------------- | ------------------------- | ------------------------- | ------------------------- | ------------------------- |
|                           | Coureur                   | Pays                      | Équipe                    | Point(s)                  |
| 1er                       | Felix Großschartner       | Autriche                  | Felbermayr Simplon Wels   | 48 points                 |
| 2e                        | Julien El Fares           | France                    | Marseille 13 KTM          | 40 pts                    |
| 3e                        | Víctor de la Parte        | Espagne                   | Vorarlberg                | 32 pts                    |
| modifier                  |                           |                           |                           |                           |

| Classement du meilleur Autrichien | Classement du meilleur Autrichien | Classement du meilleur Autrichien | Classement du meilleur Autrichien | Classement du meilleur Autrichien |
|                                   | Coureur                           | Pays                              | Équipe                            | Temps                             |
| --------------------------------- | --------------------------------- | --------------------------------- | --------------------------------- | --------------------------------- |
| 1er                               | Stefan Denifl                     | Autriche                          | IAM                               | en 36 h 9 min 28 s                |
| 2e                                | Felix Großschartner               | Autriche                          | Felbermayr Simplon Wels           | + 7 min 1 s                       |
| 3e                                | Stephan Rabitsch                  | Autriche                          | Felbermayr Simplon Wels           | + 9 min 21 s                      |
| modifier                          |                                   |                                   |                                   |                                   |

| Classement par équipes | Classement par équipes | Classement par équipes | Classement par équipes |
|                        | Équipe                 | Pays                   | Temps                  |
| ---------------------- | ---------------------- | ---------------------- | ---------------------- |
| 1re                    | BMC Racing             | États-Unis             | en 108 h 13 min 58 s   |
| 2e                     | Tinkoff-Saxo           | Russie                 | + 4 min 49 s           |
| 3e                     | IAM                    | Suisse                 | + 4 min 52 s           |
| modifier               |                        |                        |                        |

### UCI Europe Tour
Ce Tour d'Autriche attribue des points pour l'UCI Europe Tour 2015, par équipes seulement aux coureurs des équipes continentales professionnelles et continentales, individuellement à tous les coureurs sauf ceux faisant partie d'une équipe ayant un label WorldTeam.
| Position,          | 1er | 2e | 3e | 4e | 5e | 6e | 7e | 8e | 9e | 10e | 11e | 12e | 13e | 14e | 15e |
| Classement général | 100 | 70 | 40 | 30 | 25 | 20 | 15 | 10 | 9  | 8   | 7   | 6   | 5   | 4   | 3   |
| Par étape          | 20  | 14 | 8  | 7  | 6  | 5  | 4  | 2  |    |     |     |     |     |     |     |
| Leader, par étape  | 10  |    |    |    |    |    |    |    |    |     |     |     |     |     |     |

| Cycliste            | Équipe                    | Général | Étape | Leader | Total |
| ------------------- | ------------------------- | ------- | ----- | ------ | ----- |
| Víctor de la Parte  | Vorarlberg                | 100     | 40    | 20     | 160   |
| Jan Hirt            | CCC Sprandi Polkowice     | 40      | 22    | 20     | 82    |
| Natnael Berhane     | MTN-Qhubeka               | 25      | 13,8  | -      | 38,8  |
| Gerald Ciolek       | MTN-Qhubeka               | -       | 8     | 22,8   | 30,8  |
| Clément Venturini   | Cofidis                   | -       | 28,4  | -      | 28,4  |
| Jan Tratnik         | Amplatz-BMC               | -       | 27    | -      | 27    |
| Lukas Pöstlberger   | Tirol                     | -       | 20    | -      | 20    |
| Johann van Zyl      | MTN-Qhubeka               | -       | 22,8  | -      | 22,8  |
| Marco Marcato       | Wanty-Groupe Gobert       | -       | 15    | -      | 15    |
| Paolo Simion        | Bardiani CSF              | -       | 14    | -      | 14    |
| Romain Hardy        | Cofidis                   | -       | 12,4  | -      | 12,4  |
| Troels Vinther      | Cult Energy               | -       | 11    | -      | 11    |
| Péter Kusztor       | Amplatz-BMC               | -       | 8     | -      | 8     |
| Grischa Janorschke  | Vorarlberg                | -       | 7     | -      | 7     |
| Kristian Sbaragli   | MTN-Qhubeka               | -       | 9,8   | -      | 9,8   |
| Evaldas Šiškevičius | Marseille 13 KTM          | -       | 7     | -      | 7     |
| Jure Golčer         | Felbermayr Simplon Wels   | 6       | 0,8   | -      | 6,8   |
| Gert Jõeäär         | Cofidis                   | -       | 6     | -      | 6     |
| Stéphane Rossetto   | Cofidis                   | -       | 5,4   | -      | 5,4   |
| Sebastian Baldauf   | Hrinkow Advarics Cycleang | -       | 5     | -      | 5     |
| Sjoerd van Ginneken | Roompot Oranje Peloton    | -       | 5     | -      | 5     |
| Clemens Fankhauser  | Hrinkow Advarics Cycleang | -       | 4     | -      | 4     |
| Sylwester Szmyd     | CCC Sprandi Polkowice     | 4       | -     | -      | 4     |
| Rudy Molard         | Cofidis                   | -       | 3,4   | -      | 3,4   |
| Youcef Reguigui     | MTN-Qhubeka               | -       | 2,8   | -      | 2,8   |
| Jay Robert Thomson  | MTN-Qhubeka               | -       | 2,8   | -      | 2,8   |
| Jacobus Venter      | MTN-Qhubeka               | -       | 2,8   | -      | 2,8   |
| Andi Bajc           | Amplatz-BMC               | -       | 2     | -      | 2     |
| Maciej Paterski     | CCC Sprandi Polkowice     | -       | 2     | -      | 2     |
| Cyril Lemoine       | Cofidis                   | -       | 1,4   | -      | 1,4   |
| Felix Großschartner | Felbermayr Simplon Wels   | -       | 0,8   | -      | 0,8   |
| Matthias Krizek     | Felbermayr Simplon Wels   | -       | 0,8   | -      | 0,8   |
| Matija Kvasina      | Felbermayr Simplon Wels   | -       | 0,8   | -      | 0,8   |
| Matej Marin         | Felbermayr Simplon Wels   | -       | 0,8   | -      | 0,8   |
| Gregor Mühlberger   | Felbermayr Simplon Wels   | -       | 0,8   | -      | 0,8   |
| Stephan Rabitsch    | Felbermayr Simplon Wels   | -       | 0,8   | -      | 0,8   |
| Martin Schöffmann   | Felbermayr Simplon Wels   | -       | 0,8   | -      | 0,8   |

## Évolution des classements
| Étape              | Vainqueur          | Classement général | Classement par points | Classement de la montagne | Classement du meilleur Autrichien | Classement par équipes |
| ------------------ | ------------------ | ------------------ | --------------------- | ------------------------- | --------------------------------- | ---------------------- |
| 1                  | Katusha            | Rüdiger Selig      | Non décerné           | Non décerné               | Matthias Krizek                   | Katusha                |
| 2                  | Sondre Holst Enger | Gerald Ciolek      | Sondre Holst Enger    | Daniel Lehner             | Matthias Krizek                   | Katusha                |
| 3                  | David Tanner       | Gerald Ciolek      | Gerald Ciolek         | Matthias Krizek           | Matthias Krizek                   | Katusha                |
| 4                  | Rick Zabel         | Ángel Vicioso      | Jan Tratnik           | Matthias Krizek           | Stephan Rabitsch                  | Katusha                |
| 5                  | Víctor de la Parte | Jan Hirt           | Jan Tratnik           | Víctor de la Parte        | Gregor Mühlberger                 | BMC Racing             |
| 6                  | Johann van Zyl     | Jan Hirt           | Jan Tratnik           | Víctor de la Parte        | Gregor Mühlberger                 | BMC Racing             |
| 7                  | Víctor de la Parte | Víctor de la Parte | Jan Tratnik           | Felix Großschartner       | Stefan Denifl                     | BMC Racing             |
| 8                  | Lukas Pöstlberger  | Víctor de la Parte | Jan Tratnik           | Felix Großschartner       | Stefan Denifl                     | BMC Racing             |
| 9                  | Moreno Moser       | Víctor de la Parte | Jan Tratnik           | Felix Großschartner       | Stefan Denifl                     | BMC Racing             |
| Classements finals | Classements finals | Víctor de la Parte | Jan Tratnik           | Felix Großschartner       | Stefan Denifl                     | BMC Racing             |

## Liste des participants
- Liste de départ complète

| Légende                             | Légende                                                                                                  | Légende                         | Légende                                                                                         |
| ----------------------------------- | --- | ------------------------------- | ----------------------------------------------------------------------------------------------- |
| Num                                 | Dossard de départ porté par le coureur sur ce Tour d'Autriche                                            | Pos                             | Position finale au classement général                                                           |
| Leader du classement général        | Indique le vainqueur du classement général                                                               | Leader du classement par points | Indique le vainqueur du classement par points                                                   |
| Leader du classement de la montagne | Indique le vainqueur du classement de la montagne                                                        |                                 | Indique le vainqueur du classement du meilleur autrichien                                       |
|                                     | Indique un maillot de champion national ou mondial, suivi de sa spécialité                               | #                               | Indique la meilleure équipe                                                                     |
| NP                                  | Indique un coureur qui n'a pas pris le départ d'une étape, suivi du numéro de l'étape où il s'est retiré | AB                              | Indique un coureur qui n'a pas terminé une étape, suivi du numéro de l'étape où il s'est retiré |
| HD                                  | Indique un coureur qui a terminé une étape hors des délais, suivi du numéro de l'étape                   |                                 |                                                                                                 |

| Katusha KAT                            | Katusha KAT                | Katusha KAT |
| -------------------------------------- | -------------------------- | ----------- |
| Num                                    | Coureur                    | Pos         |
| 1                                      | Sven Erik Bystrøm (NOR)    | 77e         |
| 2                                      | Vladimir Isaychev (RUS)    | AB-5        |
| 3                                      | Daniel Moreno (ESP)        | AB-4        |
| 4                                      | Rüdiger Selig (GER)        | AB-3        |
| 5                                      | Egor Silin (RUS)           | 6e          |
| 6                                      | Gatis Smukulis (LAT) (Clm) | AB-7        |
| 7                                      | Ángel Vicioso (ESP)        | 57e         |
| 8                                      | Eduard Vorganov (RUS)      | 22e         |
| Directeur sportif : Guennadi Mikhailov |                            |             |

| Tinkoff-Saxo TCS                     | Tinkoff-Saxo TCS                   | Tinkoff-Saxo TCS |
| ------------------------------------ | ---------------------------------- | ---------------- |
| Num                                  | Coureur                            | Pos              |
| 11                                   | Jesper Hansen (DEN)                | 43e              |
| 12                                   | Evgueni Petrov (RUS)               | 36e              |
| 13                                   | Paweł Poljański (POL)              | 9e               |
| 14                                   | Robert Kišerlovski (CRO)           | 15e              |
| 15                                   | Bruno Pires (POR)                  | AB-6             |
| 16                                   | Jesús Hernández Blázquez (ESP)     | 40e              |
| 17                                   | Chris Anker Sørensen (DEN) (Route) | 13e              |
| 18                                   | Oliver Zaugg (SUI)                 | AB-7             |
| Directeur sportif : Bruno Cenghialta |                                    |                  |

| BMC Racing BMC                   | BMC Racing BMC         | BMC Racing BMC |
| -------------------------------- | ---------------------- | -------------- |
| Num                              | Coureur                | Pos            |
| 21                               | Brent Bookwalter (USA) | 4e             |
| 22                               | Ben Hermans (BEL)      | 2e             |
| 23                               | Amaël Moinard (FRA)    | 49e            |
| 24                               | Joey Rosskopf (USA)    | AB-7           |
| 25                               | Manuel Senni (ITA)     | 45e            |
| 26                               | Dylan Teuns (BEL)      | 11e            |
| 27                               | Peter Velits (SVK)     | 74e            |
| 28                               | Rick Zabel (GER)       | AB-7           |
| Directeur sportif : Valerio Piva |                        |                |

| AG2R La Mondiale ALM              | AG2R La Mondiale ALM      | AG2R La Mondiale ALM |
| --------------------------------- | ------------------------- | -------------------- |
| Num                               | Coureur                   | Pos                  |
| 31                                | Gediminas Bagdonas (LTU)  | 89e                  |
| 32                                | Guillaume Bonnafond (FRA) | 73e                  |
| 33                                | Hubert Dupont (FRA)       | 17e                  |
| 34                                | Alexis Gougeard (FRA)     | AB-7                 |
| 35                                | Quentin Jauregui (FRA)    | 64e                  |
| 36                                | Blel Kadri (FRA)          | 81e                  |
| 37                                | Pierre Latour (FRA)       | 7e                   |
| 38                                | Rinaldo Nocentini (ITA)   | 80e                  |
| Directeur sportif : Didier Jannel |                           |                      |

| Cannondale-Garmin TCG            | Cannondale-Garmin TCG      | Cannondale-Garmin TCG |
| -------------------------------- | -------------------------- | --------------------- |
| Num                              | Coureur                    | Pos                   |
| 41                               | Benjamin King (USA)        | 44e                   |
| 42                               | Matej Mohorič (SLO)        | 35e                   |
| 43                               | Moreno Moser (ITA)         | 63e                   |
| 44                               | Kristoffer Skjerping (NOR) | 88e                   |
| 45                               | Tom-Jelte Slagter (NED)    | 18e                   |
| 46                               | Davide Villella (ITA)      | 20e                   |
| 47                               | Ruben Zepuntke (GER)       | 87e                   |
| 48                               |                            |                       |
| Directeur sportif : Johnny Weltz |                            |                       |

| IAM                                 | IAM                      | IAM  |
| ----------------------------------- | ------------------------ | ---- |
| Num                                 | Coureur                  | Pos  |
| 51                                  | Clément Chevrier (FRA)   | 34e  |
| 52                                  | Thomas Degand (BEL)      | 8e   |
| 53                                  | Stefan Denifl (AUT)      | DSQ  |
| 54                                  | Dries Devenyns (BEL)     | NP-5 |
| 55                                  | Sondre Holst Enger (NOR) | AB-5 |
| 56                                  | Patrick Schelling (SUI)  | 58e  |
| 57                                  | David Tanner (AUS)       | 52e  |
| 58                                  | Lawrence Warbasse (USA)  | 19e  |
| Directeur sportif : Kjell Carlström |                          |      |

| CCC Sprandi Polkowice CCC         | CCC Sprandi Polkowice CCC | CCC Sprandi Polkowice CCC |
| --------------------------------- | ------------------------- | ------------------------- |
| Num                               | Coureur                   | Pos                       |
| 61                                | Jan Hirt (CZE)            | 3e                        |
| 62                                | Bartłomiej Matysiak (POL) | AB-9                      |
| 63                                | Łukasz Owsian (POL)       | 59e                       |
| 64                                | Maciej Paterski (POL)     | 76e                       |
| 65                                | Branislau Samoilau (BLR)  | 29e                       |
| 66                                | Sylwester Szmyd (POL)     | 14e                       |
| 67                                | Mateusz Taciak (POL)      | AB-9                      |
| 68                                | Leszek Pluciński (POL)    | 51e                       |
| Directeur sportif : Piotr Wadecki |                           |                           |

| Marseille 13 KTM M13                    | Marseille 13 KTM M13       | Marseille 13 KTM M13 |
| --------------------------------------- | -------------------------- | -------------------- |
| Num                                     | Coureur                    | Pos                  |
| 71                                      | Rémy Di Grégorio (FRA)     | 38e                  |
| 72                                      | Clément Penven (FRA)       | AB-5                 |
| 73                                      | Ignatas Konovalovas (LTU)  | AB-7                 |
| 74                                      | Julien El Fares (FRA)      | 39e                  |
| 75                                      | Yoann Paillot (FRA)        | 71e                  |
| 76                                      | Evaldas Šiškevičius (LTU)  | 69e                  |
| 77                                      | Clément Saint-Martin (FRA) | AB-5                 |
| 78                                      | Alexandre Blain (FRA)      | AB-8                 |
| Directeur sportif : Freddy Lecarpentier |                            |                      |

| Cofidis COF                          | Cofidis COF                   | Cofidis COF |
| ------------------------------------ | ----------------------------- | ----------- |
| Num                                  | Coureur                       | Pos         |
| 81                                   | Romain Hardy (FRA)            | 28e         |
| 82                                   | Gert Jõeäär (EST) (Route/Clm) | AB-9        |
| 83                                   | Cyril Lemoine (FRA)           | 41e         |
| 84                                   | Rudy Molard (FRA)             | 56e         |
| 85                                   | Adrien Petit (FRA)            | AB-7        |
| 86                                   | Stéphane Rossetto (FRA)       | NP-6        |
| 87                                   | Clément Venturini (FRA)       | 62e         |
| 88                                   | Louis Verhelst (BEL)          | AB-3        |
| Directeur sportif : Jean-Luc Jonrond |                               |             |

| Wanty-Groupe Gobert WGG                      | Wanty-Groupe Gobert WGG  | Wanty-Groupe Gobert WGG |
| -------------------------------------------- | ------------------------ | ----------------------- |
| Num                                          | Coureur                  | Pos                     |
| 91                                           | Marco Marcato (ITA)      | 48e                     |
| 92                                           | Frederik Backaert (BEL)  | 70e                     |
| 93                                           | Francis De Greef (BEL)   | 26e                     |
| 94                                           | Tim De Troyer (BEL)      | NP-2                    |
| 95                                           | Jan Ghyselinck (BEL)     | AB-7                    |
| 96                                           | Marco Minnaard (NED)     | 21e                     |
| 97                                           | Mirko Selvaggi (ITA)     | 61e                     |
| 98                                           | Frederik Veuchelen (BEL) | 65e                     |
| Directeur sportif : Hilaire Van der Schueren |                          |                         |

| MTN-Qhubeka MTN                             | MTN-Qhubeka MTN               | MTN-Qhubeka MTN |
| ------------------------------------------- | ----------------------------- | --------------- |
| Num                                         | Coureur                       | Pos             |
| 101                                         | Jacobus Venter (RSA)          | 75e             |
| 102                                         | Gerald Ciolek (GER)           | AB-9            |
| 103                                         | Johann van Zyl (RSA)          | 79e             |
| 104                                         | Jay Robert Thomson (RSA)      | AB-9            |
| 105                                         | Youcef Reguigui (ALG)         | AB-9            |
| 106                                         | Kristian Sbaragli (ITA)       | 86e             |
| 107                                         | Natnael Berhane (ERI) (Route) | 5e              |
| 108                                         | Songezo Jim (RSA)             | 104e            |
| Directeur sportif : Jean-Pierre Heynderickx |                               |                 |

| Cult Energy CLT                    | Cult Energy CLT            | Cult Energy CLT |
| ---------------------------------- | -------------------------- | --------------- |
| Num                                | Coureur                    | Pos             |
| 111                                | Linus Gerdemann (GER)      | 60e             |
| 112                                | Karel Hník (CZE)           | 24e             |
| 113                                | Alex Kirsch (LUX)          | AB-3            |
| 114                                | Gustav Larsson (SWE) (Clm) | AB-9            |
| 115                                | Romain Lemarchand (FRA)    | NP-7            |
| 116                                | Christian Mager (GER)      | AB-9            |
| 117                                | Troels Vinther (DEN)       | 55e             |
| 118                                | Joël Zangerlé (LUX)        | AB-9            |
| Directeur sportif : André Steensen |                            |                 |

| Felbermayr Simplon Wels RWS         | Felbermayr Simplon Wels RWS | Felbermayr Simplon Wels RWS |
| ----------------------------------- | --------------------------- | --------------------------- |
| Num                                 | Coureur                     | Pos                         |
| 121                                 | Jure Golčer (SLO)           | 12e                         |
| 122                                 | Felix Großschartner (AUT)   | 25e                         |
| 123                                 | Matthias Krizek (AUT)       | 68e                         |
| 124                                 | Matija Kvasina (CRO) (Clm)  | 16e                         |
| 125                                 | Matej Marin (SLO)           | AB-9                        |
| 126                                 | Gregor Mühlberger (AUT)     | AB-9                        |
| 127                                 | Martin Schöffmann (AUT)     | AB-9                        |
| 128                                 | Stephan Rabitsch (AUT)      | 32e                         |
| Directeur sportif : Andreas Grossek |                             |                             |

| Roompot Oranje Peloton ROP               | Roompot Oranje Peloton ROP | Roompot Oranje Peloton ROP |
| ---------------------------------------- | -------------------------- | -------------------------- |
| Num                                      | Coureur                    | Pos                        |
| 131                                      | Huub Duyn (NED)            | 23e                        |
| 132                                      | Etienne van Empel (NED)    | 95e                        |
| 133                                      | Johnny Hoogerland (NED)    | 94e                        |
| 134                                      | Reinier Honig (NED)        | 82e                        |
| 135                                      | Sjoerd van Ginneken (NED)  | 97e                        |
| 136                                      | Berden de Vries (NED)      | 83e                        |
| 137                                      | Marc de Maar (NED)         | 33e                        |
| 138                                      | Mike Terpstra (NED)        | 66e                        |
| Directeur sportif : Jean-Paul van Poppel |                            |                            |

| Bardiani CSF BAR                  | Bardiani CSF BAR         | Bardiani CSF BAR |
| --------------------------------- | ------------------------ | ---------------- |
| Num                               | Coureur                  | Pos              |
| 141                               | Andrea Manfredi (ITA)    | AB-9             |
| 142                               | Andrea Piechele (ITA)    | 100e             |
| 143                               |                          |                  |
| 144                               | Luca Sterbini (ITA)      | AB-9             |
| 145                               | Simone Sterbini (ITA)    | 92e              |
| 146                               | Alessandro Tonelli (ITA) | AB-7             |
| 147                               | Simone Andreetta (ITA)   | AB-5             |
| 148                               | Paolo Simion (ITA)       | AB-9             |
| Directeur sportif : Mirko Rossato |                          |                  |

| Tirol TIR                       | Tirol TIR                   | Tirol TIR |
| ------------------------------- | --------------------------- | --------- |
| Num                             | Coureur                     | Pos       |
| 151                             | Michael Gogl (AUT)          | AB-9      |
| 152                             | Lukas Pöstlberger (AUT)     | 98e       |
| 153                             | Mario Schoibl (AUT)         | AB-9      |
| 154                             | Sebastian Schönberger (AUT) | 53e       |
| 155                             | Stefan Praxmarer (AUT)      | 78e       |
| 156                             | Florian Schipflinger (AUT)  | 96e       |
| 157                             | Martin Weiss (AUT)          | 90e       |
| 158                             | David Wöhrer (AUT)          | 37e       |
| Directeur sportif : Roland Pils |                             |           |

| Vorarlberg VBG                    | Vorarlberg VBG           | Vorarlberg VBG |
| --------------------------------- | ------------------------ | -------------- |
| Num                               | Coureur                  | Pos            |
| 161                               | Nicolas Baldo (FRA)      | 54e            |
| 162                               | Víctor de la Parte (ESP) | 1er            |
| 163                               | Grischa Janorschke (GER) | AB-9           |
| 164                               | Patrick Jäger (AUT)      | 109e           |
| 165                               | Clément Koretzky (FRA)   | AB-6           |
| 166                               | Daniel Lehner (AUT)      | 106e           |
| 167                               | Daniel Paulus (AUT)      | 84e            |
| 168                               | Andreas Walzel (AUT)     | 102e           |
| Directeur sportif : Werner Salmen |                          |                |

| Amplatz-BMC AMP               | Amplatz-BMC AMP         | Amplatz-BMC AMP |
| ----------------------------- | ----------------------- | --------------- |
| Num                           | Coureur                 | Pos             |
| 171                           | Andi Bajc (SLO)         | 50e             |
| 172                           | Dejan Bajt (SLO)        | 108e            |
| 173                           | Marek Čanecký (SVK)     | AB-9            |
| 174                           | Maximilian Kuen (AUT)   | AB-9            |
| 175                           | Péter Kusztor (HUN)     | 27e             |
| 176                           | Dennis Paulus (AUT)     | 47e             |
| 177                           | Jan Tratnik (SLO) (Clm) | 67e             |
| 178                           | Andreas Umhaller (AUT)  | 99e             |
| Directeur sportif : Luka Zele |                         |                 |

| Hrinkow Advarics Cycleang HAC     | Hrinkow Advarics Cycleang HAC | Hrinkow Advarics Cycleang HAC |
| --------------------------------- | ----------------------------- | ----------------------------- |
| Num                               | Coureur                       | Pos                           |
| 181                               | Josef Benetseder (AUT)        | AB-7                          |
| 182                               | Clemens Fankhauser (AUT)      | 46e                           |
| 183                               | Andreas Hofer (AUT)           | AB-3                          |
| 184                               | Dominik Hrinkow (AUT)         | 107e                          |
| 185                               | Andreas Graf (AUT)            | 93e                           |
| 186                               | Andreas Müller (AUT)          | AB-9                          |
| 187                               | Alexander Meier (GER)         | 91e                           |
| 188                               | Sebastian Baldauf (GER)       | 31e                           |
| Directeur sportif : Stefan Rucker |                               |                               |

| WSA-Greenlife WSA                  | WSA-Greenlife WSA       | WSA-Greenlife WSA |
| ---------------------------------- | ----------------------- | ----------------- |
| Num                                | Coureur                 | Pos               |
| 191                                | Daniel Auer (AUT)       | 105e              |
| 192                                | Alexander Brus (AUT)    | 103e              |
| 193                                | Florian Bissinger (GER) | 30e               |
| 194                                | Florian Gaugl (AUT)     | 85e               |
| 195                                | Markus Götz (AUT)       | 72e               |
| 196                                | Hans-Jörg Leopold (AUT) | 42e               |
| 197                                | Jan Sokol (AUT)         | 101e              |
| 198                                | Michael Taferner (AUT)  | AB-5              |
| Directeur sportif : Christoph Resl |                         |                   |